# کوارتت کومیتاس
کوارتت کومیتاس یک کوارتت زهی و گروه موسیقی است که در نوامبر ۱۹۲۴ در مسکو بنیان‌گذاری شد و قدیمی‌ترین کوارتت زهی در جهان است که همچنان به فعالیت خود ادامه می‌دهد. این گروه اکنون شامل اعضای نسل سوم و چهارم است.

## تاریخچه
در اواخر دههٔ ۱۹۲۰، فعالیت‌های این کوارتت مورد تحسین چهره‌هایی همچون م. ایپولیتوف-ایوانوف، ک. ایگومنوف، س. واسیلنکو، ر. گلیئر و ک. ساراژیان قرار گرفت. از سال ۱۹۳۱، این گروه به عنوان کوارتت دولتی ارمنستان شوروی شناخته شد و یک سال بعد، به افتخار «کومیتاس»، نام آن به کوارتت کومیتاس تغییر یافت. از سال ۱۹۳۲، این گروه کنسرت‌هایی را در جمهوری‌های مختلف اتحاد جماهیر شوروی برگزار کرد.
در سال ۱۹۳۳، پس از درگذشت ل. اوهانجانیان، گ. سارابیان به عنوان نوازندهٔ دوم ویولن به گروه پیوست و از سال ۱۹۳۸، ن. بالابانیان این نقش را بر عهده گرفت. در سال ۱۹۳۴، به این کوارتت عنوان «گروه شایستهٔ جمهوری شوروی ارمنستان» اعطا شد. در سال ۱۹۳۸، این گروه در مسابقهٔ سراسری کوارتت‌های زهی موفق به کسب جایزه شد.
در سال ۱۹۳۹، کوارتت کومیتاس جایزهٔ نخست (مشترک با کوارتت تئاتر بزرگ) را دریافت کرد. همچنین، این گروه در سال‌های ۱۹۳۹ و ۱۹۵۶ در دهه‌های هنر ارمنی در مسکو شرکت کرد و اجراهایی برجسته از آثار موسیقی روسی، اروپایی و ارمنی ارائه داد.
در سال ۱۹۳۸، به اعضای کوارتت عنوان «هنرمند شایستهٔ جمهوری شوروی ارمنستان» اعطا شد. در سال ۱۹۴۵ نیز به آن‌ها عنوان «هنرمند خلق جمهوری شوروی ارمنستان» داده شد و در سال ۱۹۴۶، این گروه موفق به کسب جایزهٔ دولتی اتحاد جماهیر شوروی شد.
از سال ۱۹۵۳، کوارتت کومیتاس به‌طور منظم در تورهای بین‌المللی شرکت کرد و در کشورهایی مانند آلمان، انگلستان، ژاپن، ایالات متحده، کانادا، هلند، نروژ، فرانسه و دیگر کشورها به اجرا پرداخت. در طول این سال‌ها، هنرمندان بزرگی همچون آ. گلدن‌ویز، ک. ایگومنوف، گ. نیگائوز، س. ریختر، د. شستاکوویچ، ا. گیله‌لز، و. مرژانوف، م. گرینبرگ و س. کنوشویتسکی با این کوارتت همکاری داشتند. در سال ۱۹۶۵، این گروه موفق به دریافت جایزهٔ دولتی جمهوری شوروی ارمنستان شد.
هاکوب خانجیان دربارهٔ این کوارتت چنین گفته است:
«به نام کومیتاس بودن یعنی داشتن هنری برجسته، احساسی پرقدرت، بی‌واسطگی و فرهنگی والا. به نام کومیتاس بودن یعنی به خدمت گذاشتن هنر برای مردم. به نام کومیتاس بودن، در نهایت، یعنی اگر نه مانند او از روستایی به روستایی دیگر و از منطقه‌ای به منطقه‌ای دیگر سفر کردن برای یافتن، ضبط و پردازش موسیقی ارمنی، حداقل از روستایی به روستا، از شهری به شهر و از کشوری به کشور دیگر سفر کردن برای ارائهٔ هنری برجسته از موسیقی ارمنی و جهانی به همه، به ویژه به گسترده‌ترین اقشار ملت خود»— هاکوب خانجیان
در تاریخ ۲۷ نوامبر ۲۰۱۴، با تصمیم دولت ارمنستان، به این کوارتت عنوان «ملی» اعطا شد.

## ترکیب اولیه
اعضای بنیان‌گذار این گروه چهار دانشجوهای ارمنی از کنسرواتوار دولتی چایکوفسکی مسکو بودند:
- ویولن اول: آوت گابریلیان
- ویولن دوم: لوون اوگاندجانیان
- ویولا: میکائل تریان (به روسی: Микаэл Тэриан)
- ویولنسل: سرگئی آسلامازیان

این گروه اولین اجرای عمومی خود را در فوریه ۱۹۲۵ انجام داد.

## ریشه‌ها

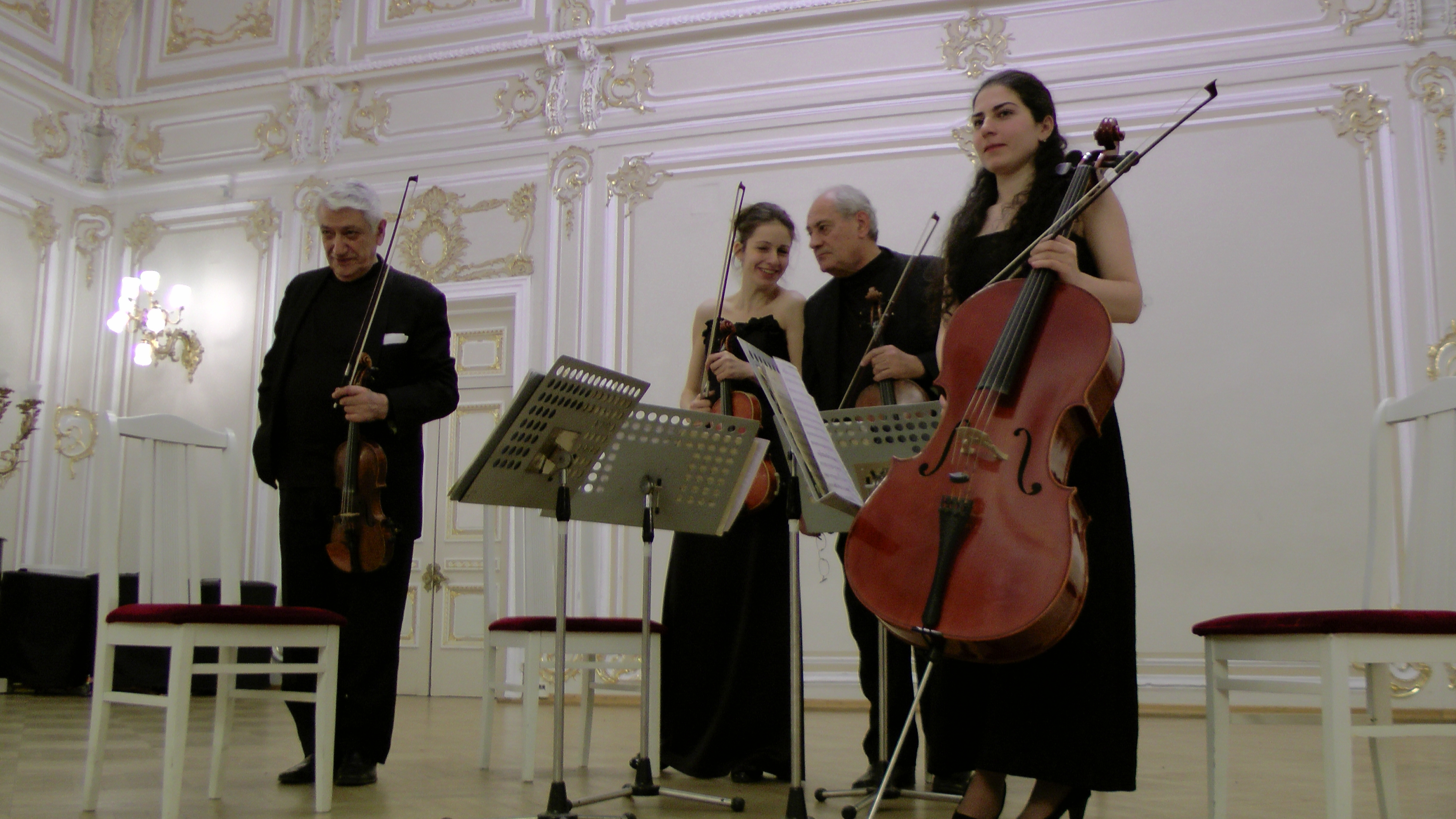
کوارتت کومیتاس در جشن ۹۰ سالگی در وزارت بهداشت فیلارمونی سن‌پترزبورگ

این گروه که شناخته‌شده‌ترین گروه موسیقی ارمنی است، نام خود را از کومیتاس (سوغومون سوغومونیان، ۱۸۶۹–۱۹۳۵) گرفته است. این کوارتت با سویاتوسلاو ریختر، نینا دورلیاک، امیل گیللس، دمیتری شوستاکوویچ، مستیسلاو روستروپوویچ، ویکتور مرژانوف، کنستانتین ایگومنوف، والتر زویفرت، ماریو برونلو، آناهید نرسسیان و دیگر موسیقی‌دانان برجسته اجرا داشته است.

## ترکیب کنونی
- ویولن اول: ادوارد تادئوسیان[۵]
- ویولن دوم: سیوزی یریتسیان
- ویولا: آلکساندر کوسمیان[۵]
- ویولنسل: آنجلا سرگیسیان

## اجراهای نخستین
| تاریخ | محل  | آهنگساز           | اثر           | همراهی‌کننده              |
| ----- | ---- | ----------------- | ------------- | ------------------------ |
| ۱۹۵۸  | مسکو | سوفیا گوبایدولینا | کوئینتت پیانو | سوفیا گوبایدولینا، پیانو |

## ضبط‌ها
کوارتت کومیتاس مجموعه‌ای از ضبط‌ها را در اتحاد جماهیر شوروی انجام داد و آلبوم‌های متعددی را در روسیه، بریتانیا، فرانسه و ایالات متحده منتشر کرد. جدیدترین آلبوم‌های این گروه در سه سال اخیر منتشر شده‌اند. در سال ۲۰۰۷، آلبوم استودیویی «آهنگسازان معاصر ارمنی» توسط شرکت وِم منتشر شد.
در سال ۲۰۰۲، آلبوم «در چهلمین روز» توسط شرکت ترادیشنال کراس‌رودز در نیویورک منتشر شد که شامل قطعه «دو نیایش» اثر آهنگساز واچه شارافیان بود. نسخه بعدی آلبوم «مینیاتورهای فولکلور ارمنی» در نوامبر ۲۰۱۰ با حمایت مالی وزارت فرهنگ ارمنستان منتشر شد.

## مدیریت
- آرمان پاداریان ۲۰۰۲–۲۰۱۱
- شرکت وایز بیزینس از ۲۰۱۱ تاکنون